# 20367 Erikagibb
20367 Erikagibb este un asteroid din centura principală de asteroizi.

## Descriere
20367 Erikagibb este un asteroid din centura principală de asteroizi. A fost descoperit pe 23 mai 1998 la Stația Anderson Mesa în cadrul programului LONEOS. Asteroidul prezintă o orbită caracterizată de o semiaxă mare de 2,80 ua, o excentricitate de 0,19 și o înclinație de 9,2° în raport cu ecliptica.